# Pseudothonalmus divisus
Pseudothonalmus divisus är en skalbaggsart som först beskrevs av Louis Alexandre Auguste Chevrolat 1858.  Pseudothonalmus divisus ingår i släktet Pseudothonalmus och familjen långhorningar.
Artens utbredningsområde är Kuba. Inga underarter finns listade i Catalogue of Life.